# 強棘臀斑毛鼻鯰
強棘臀斑毛鼻鯰，為輻鰭魚綱鯰形目毛鼻鯰科的其中一種。分布於南美洲巴西淡水流域，體長可達3公分，棲息在底層水域，生活習性不明。